# Football Manager 2013
Football Manager 2013 (также Football Manager 13, или FM13) — компьютерная игра, симулятор футбольного менеджмента, часть серии Football Manager. Игра разработана компанией Sports Interactive для платформ Microsoft Windows и Mac OS X, выпущена Sega 2 ноября 2012 года.

## Особенности игры

### Football Manager Classic
FM13 включает в себя ускоренную версию игры, названную Football Manager Classic. Новый режим позволяет игрокам завершить футбольный сезон за меньшее время, чем в обычном игровом режиме. В нём сохранены 3D-движок матча и база данных по игрокам и служащим клуба, но упрощены способы управления клубом, что позволяет игрокам сфокусироваться на ключевых аспектах игры и успешно провести каждый матч. Игрок может полностью завершить сезон примерно за 7 часов игрового процесса.

### Испытания
Football Manager Classic также включает несколько предустановленных испытаний, в которых пользователи могут принять участие.
Эти испытания предлагают игрокам различные сценарии, разработанные для проверки навыков игрока по управлению клубом в течение определённого периода времени — обычно это половина сезона. Испытания воспроизводят различные обстоятельства реального мира.
В первоначальное издание были включены пять испытаний:
- Пришёл Спаситель (англ. The Saviour Cometh) — команда почти потеряла шансы на завоевание титула/сохранение прописки в высшем дивизионе. Задача тренера — добиться цели любой ценой.
- С детьми ничего не добьёшься (англ. You can't win anything with kids) — требуется выиграть турнир, имея в наличии только юных футболистов (16-19 лет), играющих первый сезон.
- Кризис Травм (англ. Injury Crisis) — почти все игроки травмированы или не отошли от недавно залеченных травм, что сильно снижает боеспособность клуба и повышает сложность игры. Но разве хорошего тренера это остановит?
- Непобедимые (англ. The Invincibles) — тренер должен побеждать во всех матчах в течение определённого времени с одним составом без возможности приобрести новых игроков.
- Тёмная лошадка высшей лиги (англ. Top Division Underdog) — постарайтесь выиграть турнир у заведомо более сильных соперников.

19 декабря 2012 года, в список загрузки внутриигрового магазина были добавлены 2 новых испытания.
- Финансовая буря (англ. Financial Storm) — что делать, когда денег не хватает? Очевидно побеждать — тогда деньги потекут рекой.
- Дома непорядок (англ. Unrest at Home) — команда переживает не лучшие времена и находится на грани распада, а игроки бегут из клуба, соглашаясь на первое же предложение контракта. Задача — дойти до конца сезона в плюсе и с командой.

Впервые в FM включены несколько разблокируемых особенностей. Игроки могут удалять необходимость в разрешениях на работу, добавлять деньги в трансферный бюджет или даже создавать воспитанников в системе подготовки молодёжного состава. Достигнув определённых моментов в игре, игроки могут заработать некоторые разблокируемые элементы.

### Доступные соревнования, команды и игроки
Хотя приведённый ниже список лиг доступен сразу после установки игры, встроенный редактор позволяет игрокам добавлять в игру любые лиги более низкого уровня, чем существующие, или создавать новые. Помимо этого для игры доступны 51 нация (футбольная ассоциация, сборная команда и список игроков, имеющих «футбольное гражданство» определённой страны или региона) и 117 соревнований (лиги, кубки, чемпионаты, квалификационные турниры и Олимпийские игры).
| Международные турниры — Клубные - World Club Championship - Чемпионат Тихого океана Международные турниры — Национальные сборные - Чемпионат мира по футболу под эгидой FIFA - Отборочный турнир ЧМ - Олимпийские игры - Олимпийский квалификационный турнир по футболу (Азия, Северная Америка, Океания, Южная Америка) - Чемпионат Европы по футболу под эгидой UEFA (также приравнивается к квалификации Олимпийских игр) - Квалификационный турнир Чемпионата Европы по футболу - Кубок африканских наций - Квалификационный турнир Кубка африканских наций - Кубок Азии по футболу под эгидой AFC - Квалификационный турнир Кубка Азии по футболу - Золотой кубок КОНКАКАФ - Карибский кубок (квалификационный турнир Золотого кубка КОНКАКАФ) - Кубок Америки по футболу (под эгидой КОНМЕБОЛ) - Кубок наций ОФК - FIFA U-20 World Cup - Кубок Азии по футболу среди молодёжи под эгидой AFC - Квалификационный турнир Кубка Азии по футболу среди молодёжи - Чемпионат Европы по футболу среди молодёжных команд (до 21 года) под эгидой UEFA - Квалификационный турнир Чемпионата Европы по футболу среди молодёжных команд (до 21 года) - Чемпионат Европы по футболу среди юношей до 19 лет под эгидой UEFA - Квалификационный турнир Чемпионата Европы по футболу среди юношей до 19 лет под эгидой UEFA - Чемпионат Южной Америки по футболу среди молодёжных команд - Кубок наций по футболу под эгидой компании Carling - Кубок вызова АФК - Квалификационный турнир Кубка вызова АФК - Кубок конфедераций FIFA - Кубок КОНКАКАФ по футболу среди молодёжных команд - Кубок африканских наций по футболу среди молодёжных команд - Квалификационный турнир Кубка африканских наций по футболу среди молодёжных команд Африка - Лига чемпионов КАФ - Кубок Конфедерации КАФ - Суперкубок КАФ - ЮАР (Premier Soccer League и National First Division) Азия и Океания - Лига чемпионов АФК - Кубок АФК - Кубок президента АФК - AFF Club Championship - Кубок чемпионов A3 под эгидой ЕАФФ - Лига чемпионов ОФК - (A-League (Австралия и Новая Зеландия)) - Китай (Китайская Суперлига по футболу и Лига Цзя-А (Первый дивизион)) - Гонконг (Первый дивизион Гонконга по футболу) - Индия (I-League) - Индонезия (Indonesian Super League, Первая лига Индонезии по футболу и Первый дивизион первенства Индонезии по футболу) - Малайзия (Super League Malaysia и Malaysian Premier League) - Сингапур (S.League) - Республика Корея (K-League и N-League) | Великобритания и Ирландия - Setanta Sports Cup - Англия (Premier League, Npower Championship, Npower League One, Npower League Two, Blue Square Bet Premier (Conference National), Blue Square Bet Conference North и Blue Square Bet Conference South) - Северная Ирландия (IFA Premiership, IFA Belfast Telegraph Championship 1 и IFA Belfast Telegraph Championship 2) - Ирландия (League of Ireland Premier Division и First Division) - Шотландия (Scottish Premier League, IRN BRU SFL First Division, IRN BRU SFL Second Division и IRN BRU SFL Third Division) - Уэльс (Валлийская премьер-лига) Скандинавия - Дания (Superligaen, Первый дивизион и Второй дивизион) - Норвегия (Tippeligaen (Премьер-лига) и Adeccoligaen) - Швеция (Allsvenskan, Superettan, Первый дивизион и Второй дивизион) - Финляндия (Veikkausliiga и Ykkönen) Прочие страны Европы - UEFA Champions League - UEFA Europa League - Суперкубок УЕФА - Австрия (Австрийская футбольная бундеслига и Первая лига) - Беларусь (Высшая лига (Belarusian Premier League) и Первая лига) - Бельгия (Jupiler Pro League, Belgacom League (Second Division и Third Division) - Болгария (A Professional Football Group и B PFG) - Хорватия (T-Com Prva HNL и Druga HNL) - Чехия (Gambrinus liga и Czech 2. Liga) - Франция (Ligue 1, Ligue 2, Championnat National и CFA) - Германия (Fußball-Bundesliga1,2. Bundesliga и 3. Liga) - Греция (Греческая футбольная суперлига (Альфа Этники) и Бета Этники) - Венгрия (Nemzeti Bajnokság I (OTP Bank Liga) и Nemzeti Bajnokság II) - Исландия (Úrvalsdeild karla и 1. deild karla) - Израиль (Израильская Премьер-лига и Лига Леумит) - Италия (Serie A, Serie B под эгидой bwin, Serie C1 и Serie C2) - Нидерланды (Eredivisie и Eerste Divisie) - Польша (T-Mobile Экстракласса и Первая лига) - Португалия (Liga ZON Sagres (Primeira Liga) и Liga de Honra (Segunda Liga), Segunda Divisão) - Румыния (Liga I Bergenbier и Liga II) - Россия (СОГАЗ чемпионат России по футболу среди команд клубов Премьер-Лиги и Supra Первенство ФНЛ (ранее Первый Дивизион)) - Сербия (Суперлига Сербии и Первая лига) - Словакия (Цо́ргонь-ли́га и Первая лига) - Словения (Первая лига Телеком Словения и Вторая лига) - Испания (La Liga (Primera División), Segunda División и Segunda División B) - Швейцария (Raiffeisen Швейцарская Суперлига и Swiss Challenge League) - Турция (Турецкая футбольная супер-лига, Турецкая Первая Лига Банка Азии под эгидой TFF и Турецкая Вторая Лига под эгидой TFF) - Украина (Эпицентр чемпионат Украины по футболу (Украинская премьер-лига) и Первая лига) Северная Америка - Лига чемпионов КОНКАКАФ - Канада (Первенство Канады по футболу под эгидой компании Amway, в игре называется Canada Champions Cup) - Североамериканская суперлига (IRL упразднён в 2010 году) - (Major League Soccer (США и Канада)) - Мексика (Liga MX, в игре Mexican Primera División, и Liga de Ascenso) Южная Америка - Copa Libertadores - Copa Sudamericana - Recopa Sudamericana (Суперкубок Южной Америки) - Аргентина (Argentine Primera División и Primera B Nacional) - Бразилия (Серия A, Серия B и Серия C Чемпионата Бразилии по футболу) - Чили (Chilean Primera División A и División B) - Колумбия (Categoría Primera A (Liga Postobón) и Categoría Primera B (Torneo Postobón)) - Перу (Peruvian Primera División (Copa Movistar)) - Уругвай (Uruguayan Primera División и Segunda División Uruguay) |

1 — Национальную сборную Германии не позволили включить в игру в связи с лицензионными правами, принадлежащими компаниям EA Sports (для серии игр FIFA) и Konami (для серии игр Pro Evolution Soccer), при этом японскую J. League и национальную сборную Японии не позволили включить в игру в связи с приобретением компанией Konami исключительных лицензионных прав для серии игр Pro Evolution Soccer.

## Разработка и выпуск
6 сентября 2012 года игра была официально анонсирована для прессы через видео псевдо-пресс-конференции на официальном канале Sports Interactive на Youtube Архивная копия от 29 января 2014 на Wayback Machine. Подтвердилось, что в игру будут добавлены более 900 новых особенностей, включая новый вид игры, названный Football Manager Classic (с англ. — «Классический Футбольный Менеджер»). Было объявлено, что игра выйдет до сезона Рождественских каникул 2012 года.
27 сентября на официальной странице игры Football Manager в социальной сети Facebook было объявлено, что игра выйдет по всему миру в полночь на 2 ноября 2012 года.
18 октября 2012 года, за две недели до даты выпуска, клиентам, сделавшим предзаказ игры путём цифровой загрузки через Steam или почтовой доставки от избранных ретейлеров, была предоставлена полностью играбельная бета-версия игры. Сохранённые данные из бета-версии были совместимы с финальной версией игры.
26 октября 2012 года пользователям Steam стала доступна для загрузки демоверсия игры. В ней игрок мог играть в течение 6 внутриигровых месяцев. Как и в бета-версии, пользователи могли перенести данные в полную версию игры.
После взлома лицензионной версии разработчики отследили IP-адрес всех пользователей, скачавших нелегальную копию игры. Всего зафиксировано свыше 10 миллионов нелегальных скачиваний. Большинство загрузок пришлось на Китай, второе и третье место по количеству скачиваний заняли Турция и Португалия. Среди тех, незаконно загрузил игру, были даже игроки из Ватикана. Разработчики оценивают убыток от действий пиратов в 3,7 миллиона долларов.

## Отзывы
| Сводный рейтинг       | Сводный рейтинг |
| Агрегатор             | Оценка          |
| --------------------- | --------------- |
| GameRankings          | 85,75 %         |
| Metacritic            | 86/100          |
| Иноязычные издания    |                 |
| Издание               | Оценка          |
| GameSpot              | 8,0/10          |
| IGN                   | 9,0/10          |
| PC Gamer (US)         | 88/100          |
| Русскоязычные издания |                 |
| Издание               | Оценка          |
| Riot Pixels           | 80 %            |

Игра получила отличные оценки от ряда ведущих игровых изданий, в том числе и от издания Metacritic — 86 % (ранее (до выхода рецензии от журнала PC Master (Греция)) — 88 %). Среди обработанных этим изданием рецензий с оценками была рецензия от Guardian, согласно которой игра заслужила наивысшую оценку 100 % (впервые за историю агрегатора).
По состоянию на май 2013 года игра разошлась тиражом более 940 000 копий в США и Европе.